# Arthur Konnerth (Politiker)
Arthur Konnerth (auch: Connerth) (* 9. Januar 1882 in Bistritz; † 25. Dezember 1953 ebenda) war ein rumänischer Politiker der deutschen Minderheit.

## Leben
Konnerth war Sohn eines Arztes. Nach dem Besuch der Elementarschule und des Gymnasiums studierte er ab 1900 Jura an den Universitäten Klausenburg, München und Paris und wurde 1904 in Staatswissenschaften und 1905 in Jura promoviert. Von 1905 bis 1909 war er Advokaturskonzipient in seiner Heimatstadt. Nach der Advokatenprüfung 1909 war er bis 1916 Advokat in Bistritz. Den Ersten Weltkrieg machte er von 1916 bis 1919 als Soldat mit. Im Anschluss eröffnete er seine Advokaturkanzlei wieder.
Von 1919 bis 1926 war er für die Deutsche Partei Abgeordneter des Wahlkreises Sächsisch-Bistritz. Von 1926 bis 1927 war Konnerth Senator des Judetzes Großkoeln, von 1927 bis 1933 dann Abgeordneter des Judetzes Nösen.